# انتخابات الرئاسة الأرجنتينية 1910
انتخابات الرئاسة الأرجنتينية 1910 هي الانتخابات الرئاسية التي جرت في 1910، فاز بالانتخابات روكي ساينز بينيا.